# جورج دسپوتوویچ
جورج دسپوتوویچ (انگلیسی: Đorđe Despotović؛ زادهٔ ۴ مارس ۱۹۹۲) بازیکن فوتبال اهل صربستان است که در پست مهاجم آخرین برای باشگاه فوتبال آرسنال تولا در لیگ برتر فوتبال روسیه بازی می‌کند.
از باشگاه‌هایی که در آن بازی کرده‌است می‌توان به باشگاه فوتبال لوکرن اوست والاندرن، باشگاه فوتبال ژتیسو، باشگاه فوتبال آرسنال تولا، باشگاه فوتبال غیرت، باشگاه فوتبال ستاره سرخ بلگراد و باشگاه فوتبال آستانه اشاره کرد.
وی همچنین در تیم‌های ملی فوتبال زیر ۱۹ سال صربستان و زیر ۲۱ سال صربستان بازی کرده‌است.